# 佩伯霍爾姆島
55°36′N 12°45′E / 55.600°N 12.750°E

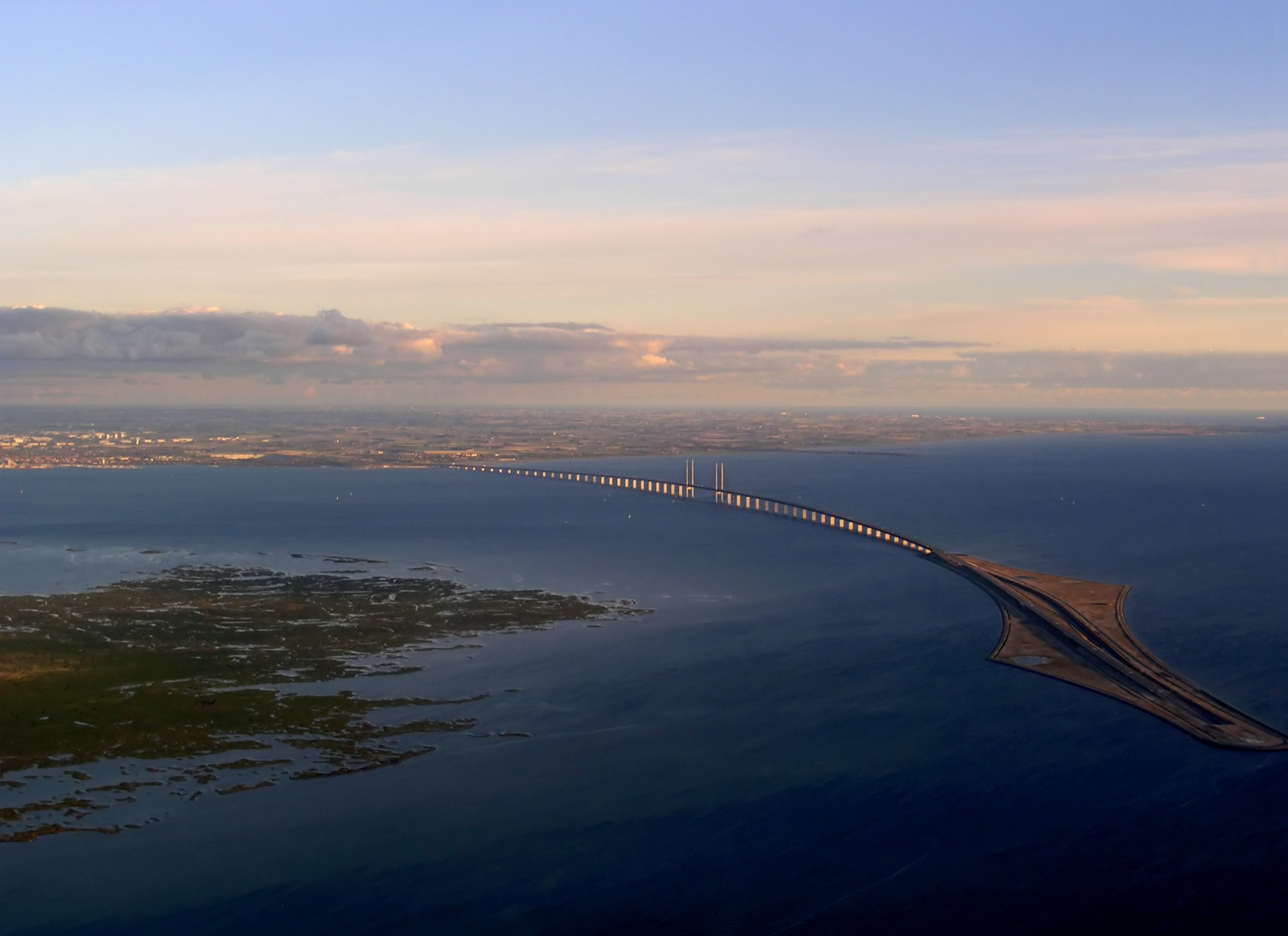

佩伯霍爾姆島（丹麥語：Peberholm，中文意译为“胡椒岛”），是丹麥的人工島嶼，位於厄勒海峽，處於薩爾特島附近，是厄勒海峽大橋工程的一部分。現由托恩比自治市負責管轄，長4公里，面積1.3平方公里，該島嶼無人居住。